# Френклин (Њу Џерзи)
Френклин (енгл. Franklin) град је у америчкој савезној држави Њу Џерзи.

## Демографија
По попису из 2010. године број становника је 5.045, што је 115 (-2,2%) становника мање него 2000. године.
| Група             | 2000.         | 2010.         |
| Белци             | 4.755 (92,2%) | 4.362 (86,5%) |
| Афроамериканци    | 32 (0,6%)     | 110 (2,2%)    |
| Азијати           | 76 (1,5%)     | 88 (1,7%)     |
| Хиспаноамериканци | 228 (4,4%)    | 395 (7,8%)    |
| Укупно            | 5.160         | 5.045         |